# Klarissenkloster Bamberg

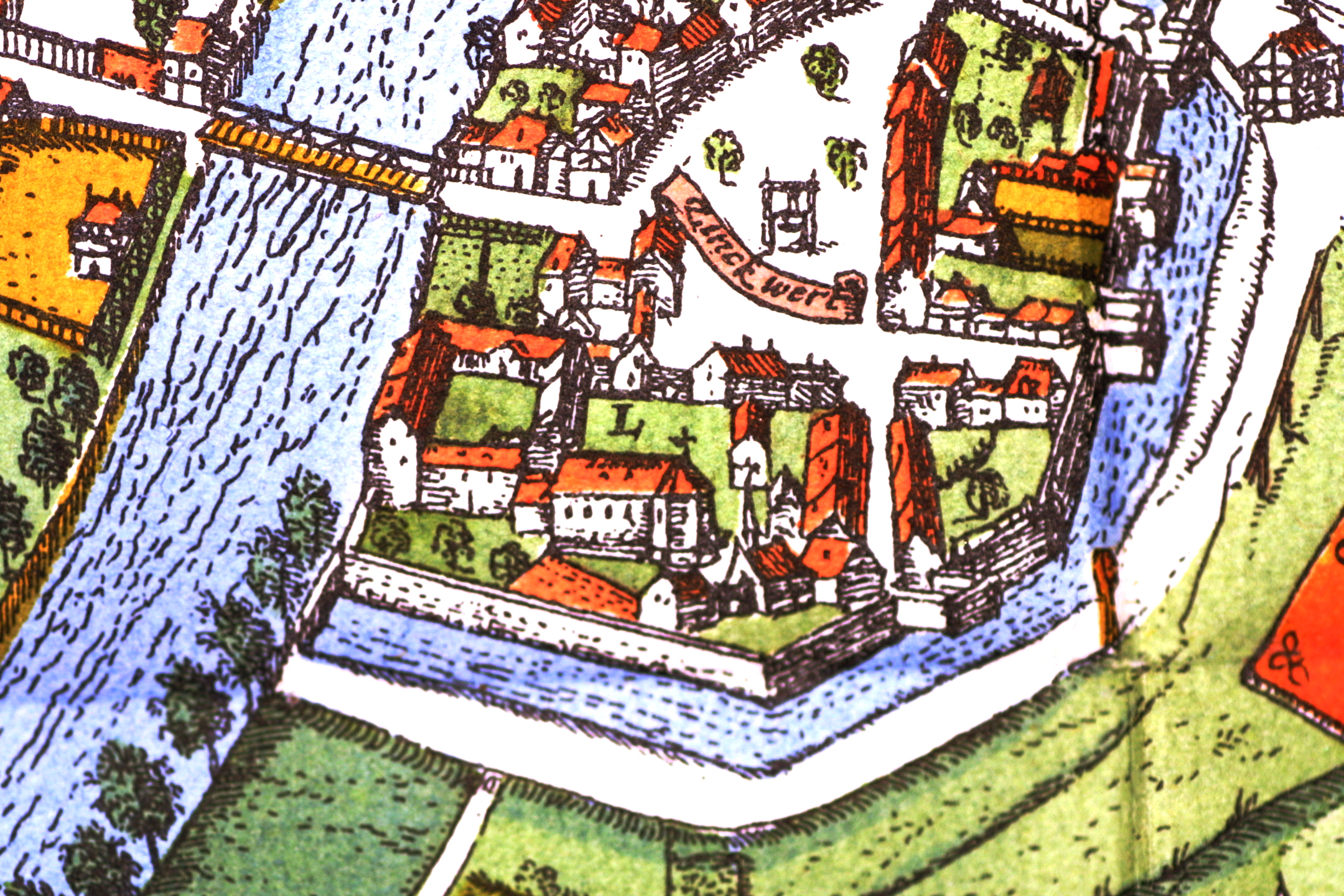
Auf einer alten Darstellung von Georg Braun und Franz Hogenberg

Das Klarissenkloster Bamberg war ein Kloster der Klarissen in Bamberg. Es lag innerhalb der Stadtmauern am Nonnenwörth an der Regnitz. An das Kloster erinnert nur noch die 1876 gebaute Nonnenbrücke und das ehemalige Dienstbotenhaus am Einfahrtstor zum Parkplatz am Schillerplatz.

## Gründung und frühe Geschichte
Das  Kloster stifteten 1341 die Waise Katharina Zollner, ihre Tante Kunigunde Hubwann und ihr Onkel Friedrich Zollner mit Unterstützung von Konrad Groß, Schultheiß von Nürnberg. Die Stiftung bestätigte 1340 Fürstbischof Leopold II. von Egloffstein. Das Kloster gründeten zunächst acht Nonnen aus dem Klarissenkonvent in Nürnberg, außerdem traten die Stifterinnen und drei weitere Verwandte ein. Die siebzehnjährige Katharina Zollner wurde 1342 Nachfolgerin der ersten Äbtissin. Im Mittelalter war das Kloster bedeutend, viele adlige Frauen aus Franken traten dort ein. Die böhmischen Hussiten waren 1430 für die Schwestern eine große Gefahr, so dass die Klarissen erstmals die Klausur verließen und nach Nürnberg flohen. Von dort übernahmen sie nach ihrer Rückkehr die strenge Observanz.
Nonnen des Klosters hinterließen Schilderungen von Vorgängen in der Region während des Bauernkrieges und zur Zeit des Bundesständischen Krieges.

## Baugeschichte und Kunsthandwerk

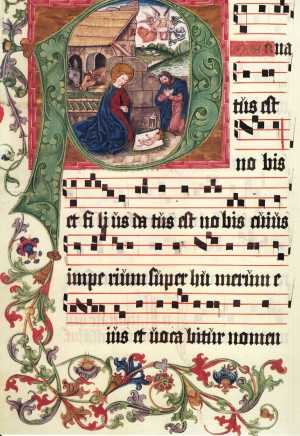
Der Gregorianische Choral Puer natus est (deutsch: Ein Junge ist geboren) der Weihnachtsmesse in Quadratnotation mit der prachtvoll ausgeschmückten und verzierten Initiale P aus dem Choralbuch des Klarissenklosters Bamberg

Der Grundstein für das Gebäude wurde 1341 gelegt, der Bau der Klosterkirche im darauffolgenden Jahr begonnen. Die Klausur war Ende 1343 fertiggestellt. Die erste Klosterkirche war bereits 1346 vollendet, doch stürzte 1373 das Gebäude bei einem Unwetter ein. 1379 wurde die neu aufgebaute Kirche geweiht.
Die Klostergebäude mit dem Kreuzgang lagen westlich der Kirche. Zusätzlich verfügte der Konvent über eine Grabkapelle und einen Schwesternchor mit eigenem Altar. Schriftstücke über ausgeführte Bauarbeiten lassen erkennen, dass das Kloster im 15. Jahrhundert ein Dormitorium, einen Kapitelsaal, eine Krankenstation und eine Brauerei besaß. Im Historischen Museum Bamberg ist ein Maßwerk aus dem Kreuzgang ausgestellt, das den Wohlstand des Klosters aufzeigt. In der Staatsgemäldegalerie Bamberg befinden sich acht um 1460 angefertigte Altartafeln aus dem Leben der Heiligen Klara von Assisi. Aus der Zeit um 1500 sind vier Choralbücher erhalten, die in der Staatsbibliothek Bamberg aufbewahrt werden.

## Aufhebung und Abriss des Klosters
Das Kloster wurde 1803 im Zuge der Säkularisation aufgelöst. Der Besitz wurde versteigert; die Schwestern verließen das Kloster am Tag nach dem Klarafest.
Das Klostergebäude diente ab 1805 als Kaserne. 1868 und 1874 wurde die Anlage renoviert und erweitert, 1876 brannte sie jedoch ab. In den verbliebenen Resten der Klostergebäude wurden Mietwohnungen eingerichtet. 
Die Kirche wurde als Heu- und Strohmagazin genutzt und 1939 abgerissen. Erhalten hat sich nur das frühere Gesindehaus des Klosters.

## Geschichte des Geländes nach 1945
Auf dem Gelände befindet sich seit Mitte der 1950er Jahre das Flurbereinigungsamt, heute Amt für Ernährung, Landwirtschaft und Forsten Bamberg. Als Eingangsschmuck entstand ein Brunnen mit Darstellungen zur Geschichte des Klosters. Auf dem Areal wurde auch die Landwirtschaftsschule erbaut. 
Das Gelände der ehemaligen Kirche wurde von den Amtsangehörigen als Großparkplatz genutzt. Seit 2018 befindet sich hier außerdem das Institut für Orientalistik der Universität Bamberg.

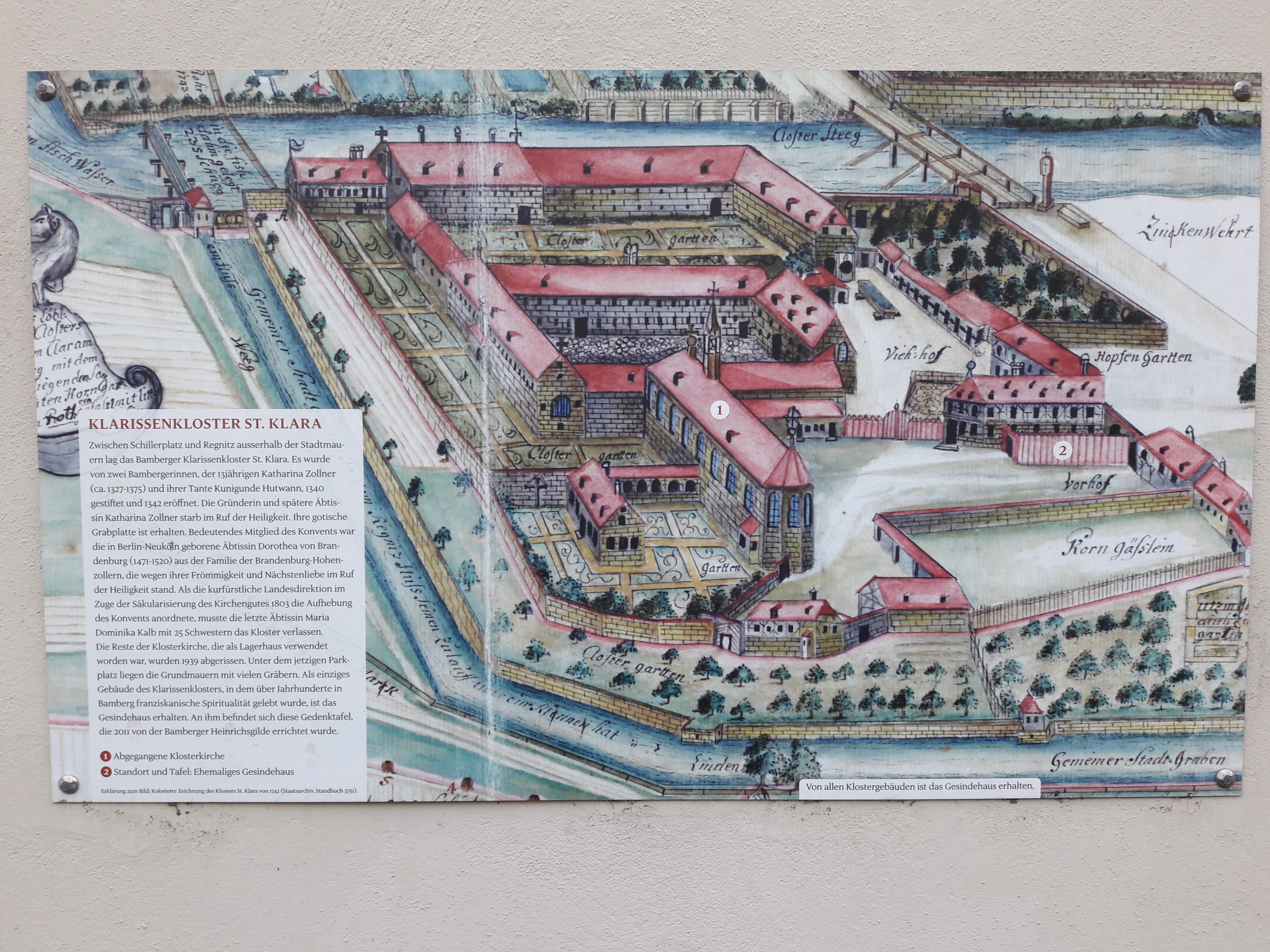
Infotafel mit Zeichnung des Klosters von 1742
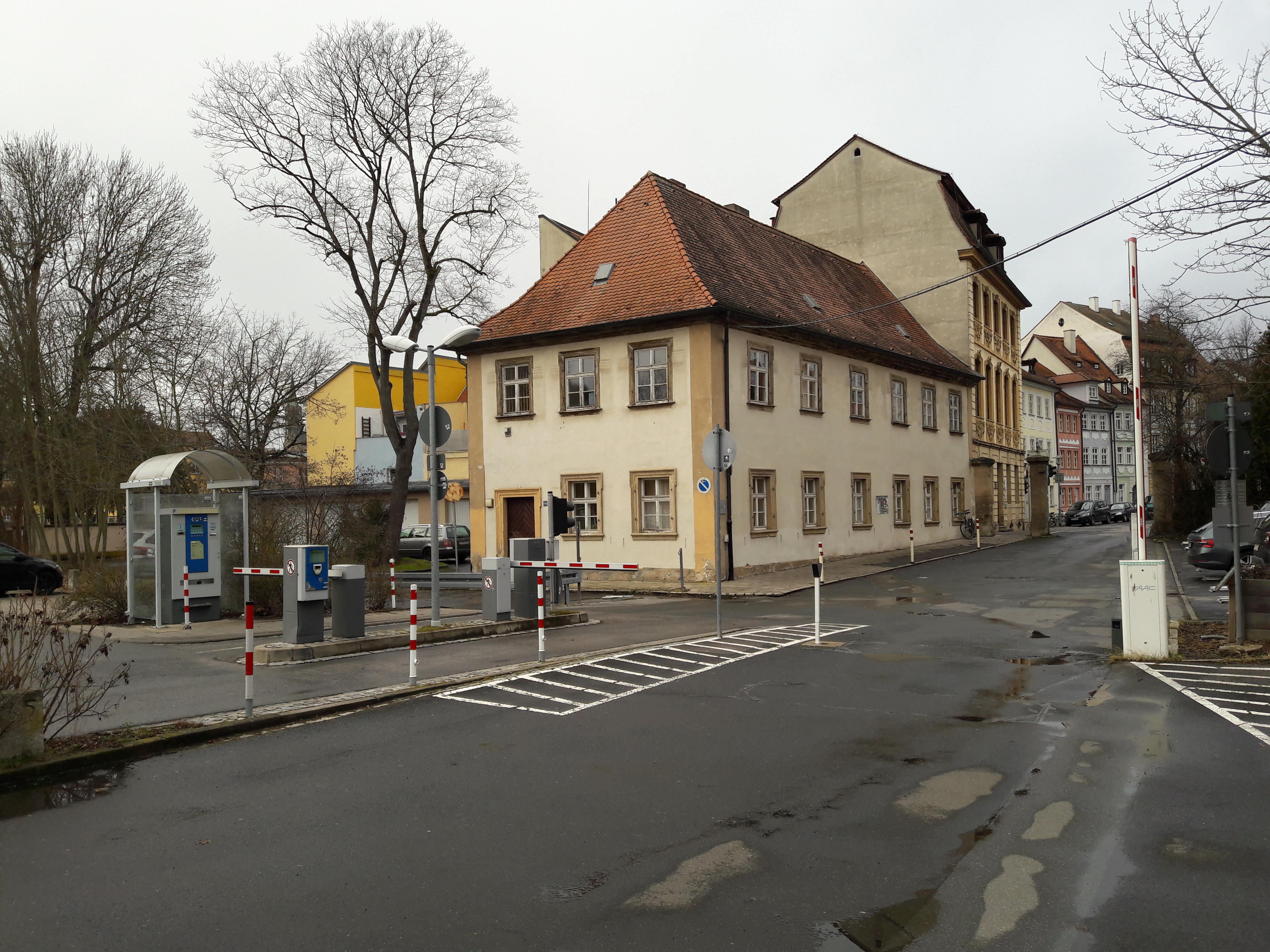
Das frühere Gesindehaus des Klosters
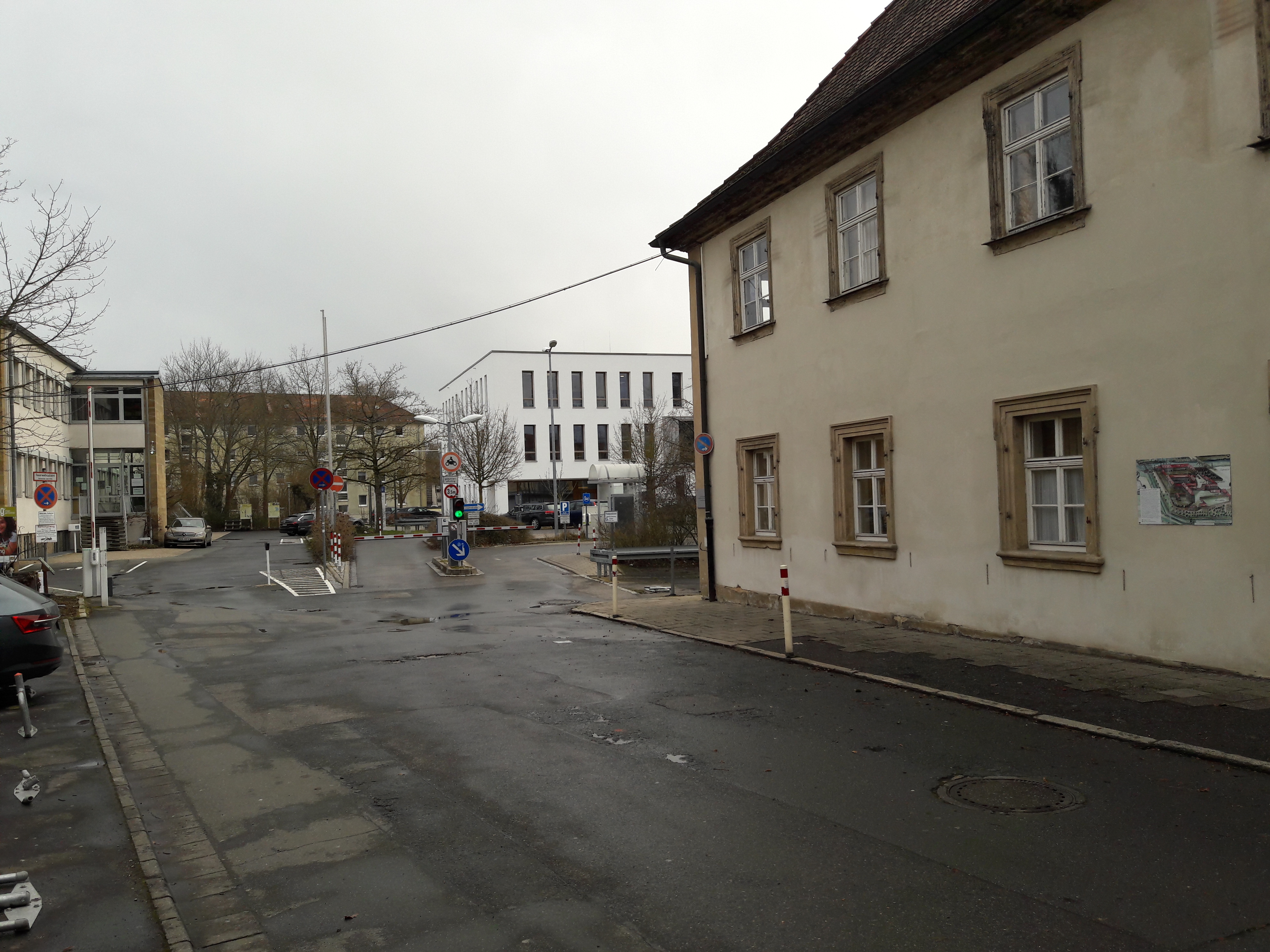
Das Areal heute